# Боровський Борис Маркович
Борис Маркович Боровський (нар.14 квітня 1939, Алма-Ата, СРСР — пом. 18 червня 2021) — радянський тенісист і спортивний журналіст; майстер спорту СРСР; член Спілки журналістів Росії.

## Загальна інформація
У Бориса четверо дітей: Олена (1971), Володимир і Федір (обидва - 1976), Іван (1989).

## Професійна діяльність
Уродженець Алма-Ати, з юності захоплювався спортом, в школі почав грати в теніс, брав участь в змаганнях разом з Анною Дмитрієвою. Тренер - Микола Каракаш .
У 1956 році Боровський виграв золоту медаль на першій Спартакіаді народів СРСР, а через два роки став регулярно призиватися в чоловічу збірну СРСР.
Пізніше Борис неодноразово був переможцем або призером різних національних змагань, а також брав участь в міжнародних турнірах.
З кінця 1950-х років Боровський почав пробувати себе в спортивній журналістиці: спочатку готуючи невеликі матеріали і замітки для спортивних редакцій різних ЗМІ і деякий час співпрацюючи зі Всесоюзним радіо.
У 1962 році закінчив Московський технологічний інститут харчової промисловості.
З 1966 по 1989 рік Боровський працював на радіостанції «Юність», пізніше співпрацював з «Радіо Росії» (спочатку як політичний оглядач, а потім - як спортивний). У 1998 році Борис разом з групою однодумців організував перше в країні цілодобове спортивне радіо і два роки пропрацював на ньому.
В кінці 1990-х років Борис став співпрацювати з російськомовною версією телеканалів Eurosport, незабаром ставши одним з постійних коментаторів тенісного ефіру каналів. В середині 2000-х років Боровський також працював на тенісних трансляціях телеканалу «Спорт»  .

## Цікаві факти
- Боровський відомий як перший журналіст, який вийшов в ефір каналів Eurosport з коментарем російською мовою [4].